# Giuseppe Fuschini
Giuseppe Fuschini (Ravenna, 24 settembre 1883 – Roma, 10 luglio 1949) è stato un politico italiano, membro dell'Assemblea Costituente e della Camera dei deputati.

## Biografia
Proveniente da una famiglia povera, compì gli studi in seminario, dove conobbe don Minzoni. Si laureò in giurisprudenza all'Università di Bologna. Durante gli anni universitari, aderì al movimento democratico-cristiano fondato da don Romolo Murri.
Nel novembre 1905 fu tra i fondatori della Lega Democratica Nazionale di Murri, di cui, appena ventiduenne, fu il primo Segretario nazionale. Ricoprì tale carica fino al congresso di Imola del settembre 1910, quando il partito subì una scissione che ne bloccò l'attività. Fu nominato anche direttore del giornale ufficiale del partito, «L'Azione democratica» (1906-1918).
Negli anni successivi si sposò con Maria Murri (sorella di Romolo) ed entrò come funzionario alla Camera dei deputati. Nel 1915 fu richiamato alle armi: combatté nella prima guerra mondiale con il grado di sottotenente.
Nel 1919 aderì al Partito popolare di don Luigi Sturzo, entrando due anni dopo nel Consiglio nazionale. Fu candidato alle elezioni politiche del 1921 e del 1924, non riuscendo ad essere eletto. Nel 1921 divenne direttore di «Politica nazionale», da cui uscì nel 1923 in polemica con la posizione filofascista assunta dal periodico. Passò al quotidiano «Il Popolo» (diretto da Giuseppe Donati), dove si distinse per il tono antifascista.
Dopo l'avvento del regime fascista abbandonò l'attività politica.
Durante la Resistenza aderì alla Democrazia Cristiana. Fu eletto deputato all'Assemblea Costituente (1946), dove fece parte della Commissione dei 75. Diresse «Nuova Romagna», organo della Democrazia Cristiana della provincia di Forlì, fondato il 3 ottobre 1946.

Fu confermato alla Camera nella I legislatura (1948). Membro della Direzione nazionale della DC, venne eletto vicepresidente della Camera.
Ricoprì tale carica fino alla morte, avvenuta il 10 luglio 1949 a Roma.